# جیمی گیلیگان
جیمی گیلیگان (انگلیسی: Jimmy Gilligan؛ زادهٔ ۲۴ ژانویهٔ ۱۹۶۴) بازیکن فوتبال اهل بریتانیا است.
از باشگاه‌هایی که در آن بازی کرده‌است می‌توان به باشگاه فوتبال پورتسموث، باشگاه فوتبال نیوپورت کانتی، باشگاه فوتبال سوئیندون تاون، باشگاه فوتبال سوانزی سیتی، باشگاه فوتبال لینکولن سیتی، باشگاه فوتبال گریمزبی تاون، باشگاه فوتبال واتفورد، و باشگاه فوتبال کاردیف سیتی اشاره کرد.